# 馬隆鎮區 (明尼蘇達州羅索縣)
馬隆鎮區（英語：Malung Township）是位於美國明尼蘇達州羅索縣的一個行政鎮區。

## 地方資料
馬隆鎮區的面積為92.87平方千米，皆為陸地。根據2020年美國人口普查的數據，當地共有人口391人，而人口密度為每平方千米4.21人。